# Joel Rosenbaum
Joel Rosenbaum (Massena, 4 de outubro de 1933) é um professor de biologia celular da Universidade Yale.
Rosenbaum obteve o grau de bacharel na Universidade de Syracuse em 1955, e em 1957 o grau de M.Sc. na St. Lawrence University. Retornou depois para Syracuse para seu mestrado em 1959 e Ph.D. em 1963.
Rosenbaum recebeu a Medalha E.B. Wilson de 2006, a mais significativa condecoração no campo da biologia celular.